# Gardneria nutans
Gardneria nutans är en tvåhjärtbladig växtart som beskrevs av Philipp Franz von Siebold och Zucc.. Gardneria nutans ingår i släktet Gardneria och familjen Loganiaceae. Inga underarter finns listade i Catalogue of Life.